# Code for America
Code for America è un'organizzazione no-profit e politicamente neutrale, esente da imposizione fiscale ai sensi del Codice Civile statunitense, costituitasi allo scopo di colmare il divario fra settore pubblico e privato nel'impiego effettivo della tecnologia e della progettazione.
L'organizzazione collabora con i cittadini e le autorità nella risoluzione dei problemi civici. La prima attività di Code for America è stata il censimento dei nominativi di una serie di professionisti per il settore della progettazione tecnologica disposti a collaborare a titolo gratuito con i governanti degli Stati Uniti per la realizzazione di applicativi a sorgente aperto, e per promuovere la trasparenza politica e amministrativa, un processo decisionale aperto e partecipato, e la contestuale efficienza dell'operato pubblico. Col tempo si è evoluta in una rete interdisciplinare di esperti che forniscono il loro contributo nel settore dell'innovazione civica.
Code for America aiuta le autorità a sfruttare al meglio le potenzialità del mezzo Internet a favore dei cittadini, secondo cinque modalità programmatiche:
- Brigade è il programma col maggior numero di partecipanti, oltre 5.000 persone in tutta l'America. Comprende civic hacker[2] e altri volontari che si incontrano periodicamente per supportare l'impegno del potere politico verso i dati aperti in termini di progettazione e tecnologia.
- tramite il Fellowship Program, gruppi ristretti di sviluppatori e progettisti collaborano per un anno con le autorità di una contea, città o Stati, per la realizzazione di applicazioni a sorgente aperto, e per accrescere la consapevolezza del modo in cui la tecnologia attuale può operare fra la diregenza e le maestranze lavorative.
- tramite il programma Accelerator, Code for America fornisce alle startup civiche assistenza, spazi per allestimento di uffici, reperimento di finanziamenti in cambio di quote azionarie (seed funding)
- una rete peer a disposizione degli innovatori nel governo locale.
- Code for All (parte di Code for America) organizza iniziative simili fuori dall'America, in particolare i due programmi Brigades e Fellowship, fuori dagli Stati Uniti e ovunque nel mondo[1].

Il Washington Post ha definito "Code for America" come l'equivalente di Peace Corps e di Teach for America, nel mondo della tecnologia. L'articolo prosegue dicendo:
Il New York Times ha descritto Code For America come un nuovo progetto no-profit... che ha lo scopo di importare l'efficienza del Web nelle infrastrutture governative e che tenta di rendere divertente e creativo il lavoro per conto del Governo.

## Storia

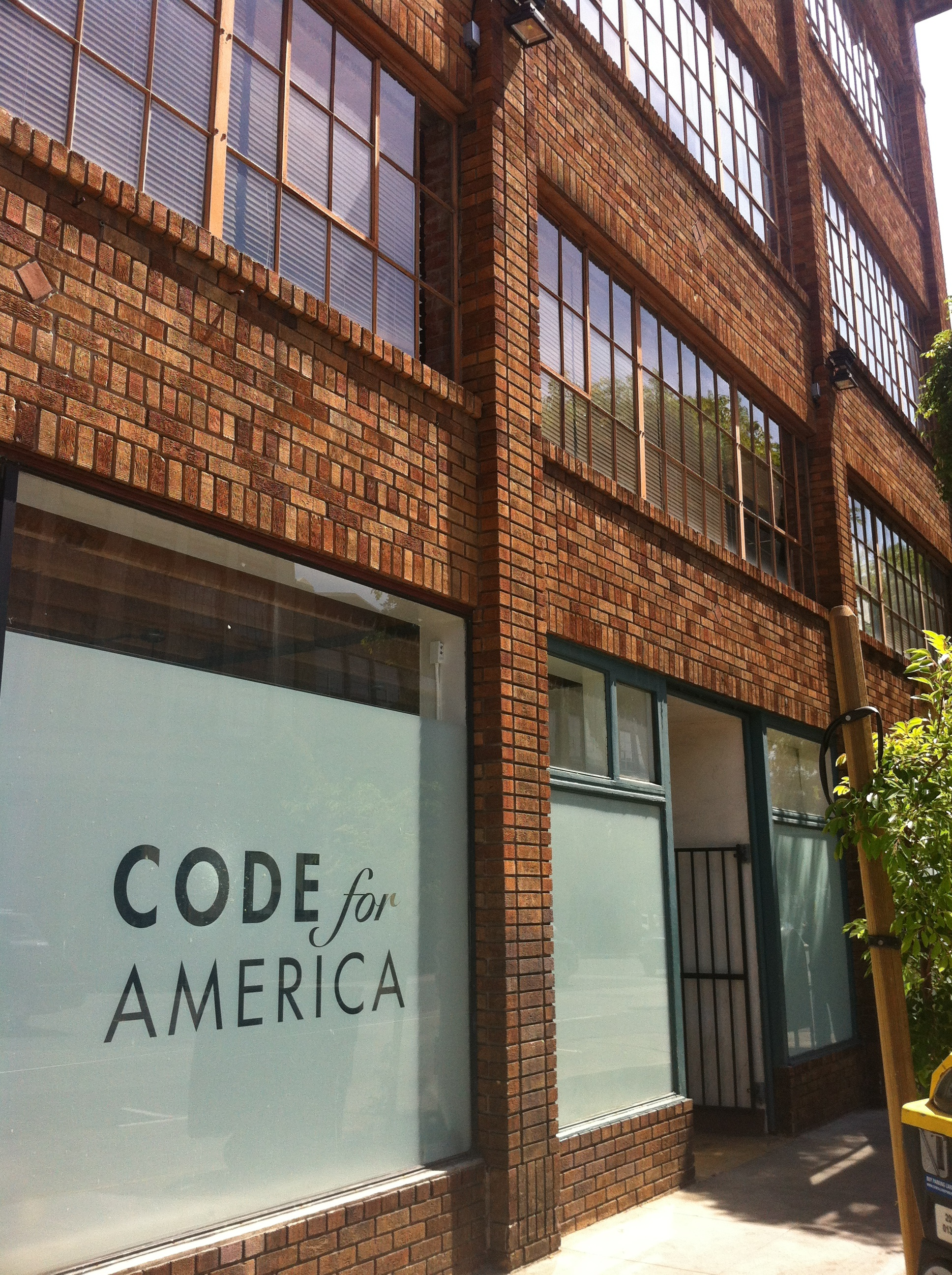
La sede di Code for America a San Francisco

La fondatrice Jennifer Pahlka nel 2009 stava collaborando con O'Reilly Media al Gov 2.0 Summit (8-10 Settembre 2009,D.C.). Da una conversazione con Andrew Greengill, responsabile dello staff della città di Tucson, accese l'idea di dare vita a Code for America, quando disse "devi rivolgere la tua attenzione al livello delle comunità locali, che sono quelle più in crisi. Le entrate scendono, mentre aumentano i costi. Se non cambiano il modo in cui le città operano, sono sulla strada di un fallimento certo". I due interlocutori iniziarono a discutere per un programma di reclutamento di un anno, di volontari disposti a lavorare al servizio del governo cittadino. Con il supporto dell'imprenditore Leonard Lin, Tim O'Reilly di O'Reilly Media, e del tecnologo Clay A. Johnson, fra gli altri, l'organizzazione poté prendere avvio nel Settembre 2009.

## Programma delle collaborazioni
Il Code For America Fellowship Program mette in contatto autorità municipali e professionisti del web..
Il Fellowship Program fu lanciato nel 2011 con la selezione di 20 persone fra 360 domande (una percentuale del 5.6%). Fra le città coinvolte nel 2011, vi erano Boston, Filadelfia, Washington D.C. e Seattle.
Nel 2016, gli sviluppatori erano 26 per otto municipalità: Austin, Chicago, Detroit, Honolulu, Macon, New Orleans, Philadelphia, e Santa Cruz.. E nel 2016 al servizio di altre sei: New York City, New York; Salt Lake County, Utah; and Seattle, Washington.

## Progetti
Nel 2011 ognuna delle quattro municipalità ha partecipato con un tema di cinque persone, fra progettisti e sviluppatori web. Per undici mesi hanno collaborato ad un'applicazione software per un'esigenza civica identificata dagli stessi cittadini nelle loro proposte. Tutte le applicazioni software sono rilasciate come open source, a disposizione di qualsiasi altra amministrazione locale intendesse utilizzarle o anche operare delle personalizzazioni.
Il progetto Code for America Commons si propone l'abbattimento della spesa informatici dei soggetti pubblici mediante la condivisione di blocchi di codice a sorgente aperto, e di best practice organizzative.. Il Code for America Commons partì nel Settembre 2010 dopoché il lavoro con l'amministrazione di New York subì una battuta d'arresto. Code for America Commons è un progetto coordinato cui partecipano Code for America, OpenPlans, e il District of Columbia's Office of the Chief Technology Officer (OCTO).
A marzo 2011, Code for America Commons aiutò a rendere il sofisticato cruscotto di monitoraggio e controllo federale liberamente disponibile per tutti i livelli dell'amministrazione, per valutare l'effettivo stato di avanazamento dei progetti e l'allocazione costantemente ottimale delle risorse.
Nel dicembre 2011, Code for America ha comunicato la donazione da parte di Google di 1.5 milioni di dollari per l'avvio di nuovi programmi: Brigade e Accelerator. I gruppi di Code for America Brigade sono volontari che creano applicazioni ad uso civico basate su dati aperti, al servizio delle municipalità sparse nel globo.
Nel 2011 i programmatori di CFA hanno dato avvio all'iniziativa  Adopt a Hydrant,  per cui la comunità locale provvede alla cura e manutenzione dell'infrastruttura a servizio dei vigili del fuoco, a seguito di condizioni meteorologiche avverse, nelle città di Providence, Rhode Island, Anchorage, Alaska, e Chicago;  Honolulu ha creato l'applicazione "Adopt-a-Siren" per le sirene di allarme cittadine., utilizzate ad esempio in caso di tsunami.
Nel 2012 hanno creato Honolulu Answers, un'applicazione web che fornisce risposte semplici e puntuali alle domande dei cittadini, popolate con le domande dei cittadine prodotte durante un "write-a-thon" che resta un modello unico di partecipazione civica alla gestione della cosa pubblica, poi replicato in decine di altre città nel mondo come nelle app Oakland Answers e Urban Answers.
Nel 2015, gli sviluppatori di Code for America hanno pubblicato GetCalFresh.org, per la gestione operativa e amministrativa del programma di sussidi alimentari governativi della California, a favore dei meno abbienti. Il 40% degli aventi diritto al CalFresh, la versione californiana del Supplemental Nutrition Assistance Program federale, era in concreto esclusa da qualsiasi beneficio economico. La California aveva il penultimo tasso di partecipazione.. Sebbene un'applicazione web fosse disponibile in California, essa richiedeva un'ora per il completamento di un centinaio di domande, suddivise in cinquanta pagine Internet, e non era compatibile coi cellulari, sebbene la maggior parte dei meno abbienti li utilizza per accedere ad Internet.. GerCalFlesh richiede undici minuti, e al 2016 è utilizzata da nove contee per aiutare mille persone.. Fa affidamento sul canale di telefonia mobile per incoraggiare lo scambio di domande e risposte, interamente tramite messaggi testuali. Gli sforzi attuali sono rivolti all'obbiettivo di rendere scalabile questa soluzione informatica.